# گسکونید (میزوری)
گسکونید (به انگلیسی: Gasconade) یک شهر در ایالات متحده آمریکا است که در میزوری واقع شده‌است. گسکونید ۰٫۵۲ کیلومتر مربع مساحت و ۲۲۳ نفر جمعیت دارد و ۱۶۱ متر بالاتر از سطح دریا قرار دارد.